# Eduard Einstein
Eduard Einstein (* 28. Juli 1910 in Zürich; † 25. Oktober 1965 ebenda) war der zweite Sohn Albert Einsteins und dessen Frau Mileva Marić.
Der vom Vater ‹Tete› gerufene Eduard Einstein war ein sensibles, dichterisch und musikalisch begabtes Kind. Wie sein Bruder Hans Albert litt auch Eduard unter der Trennung seiner Eltern, nach der die Brüder bei der Mutter in der Schweiz aufwuchsen. Eduard war ein guter und beliebter Schüler. Dass er in den ersten fünf Jahren nach der Trennung im Juni 1914 keinen Kontakt zum Vater hatte, ist ein weitverbreiteter Irrtum. Auch in den 1920er Jahren war das Verhältnis zu seinem Vater nicht problematischer als das zwischen pubertierenden Söhnen und ihren Vätern gemeinhin der Fall ist. Gute Beispiele für gelingende Kontakte zwischen Vater und Söhnen sind der Aufenthalt bei Albert Einsteins Freund Pfarrer Camillo Brandhuber im Oktober 1920 in Benzingen in Hohenzollern und der Besuch des Vaters mit Sohn Eduard bei Verwandten in Ulm am 7./8. Oktober 1923, bei dem der Vater mit dem Sohn alleine auf den Turm des Ulmer Münsters stieg. Anschließend war man in Schloss Lautrach, das dem Gönner und Geschäftsfreund Hermann Schmidt-Kaempfe gehörte. Dorthin kam auch Hans Albert. Eduards Beziehung zur Mutter war zeitlebens eng, wenn auch keineswegs ungetrübt.

## Literarische Arbeiten
Die überlieferte Lyrik Eduard Einsteins, die zu seinen Lebzeiten teilweise bereits in Schülerzeitungen zu lesen war, zeigt wie die seines Vaters häufig satirische Züge. Eduard Einsteins dichterische Mentalitätsstudien von Lehrern und Mitschülern haben aber nicht nur eine sozialkritische Dimension, welche die Brüchigkeit der bürgerlichen Idylle in der Deutschschweiz zeigt, sondern sprechen auch von einem existentiellen Schrecken über das hohe Maß an Unempfindlichkeit und Absurdität, das in der Welt vorhanden ist und sich u. a. im modernen bürgerlichen Leben ausdrückt. Einige Charakterstudien Eduard Einsteins beziehen sich auf die gleichen Lehrer, die sein Mitschüler an der Zürcher Kantonsschule, der spätere Literatur-Nobelpreisträger Elias Canetti, in seiner Romanbiographie Die gerettete Zunge (1977) porträtierte. Ein wichtiger Adressat von Eduard Einsteins Aphorismen, die sich u. a. auf Sigmund Freud und Friedrich Nietzsche beziehen, war sein Vater, der ihm auch Rückmeldungen zu seinen Texten gab, ihm von einer literarischen Laufbahn allerdings abriet.

## Krankheit
Im Oktober 1932 wurde Eduard zum ersten Mal in der psychiatrischen Klinik Burghölzli in Zürich hospitalisiert, wo man ihn im Januar 1933 als schizophren diagnostizierte. Die Krankheit seines Sohnes war für Albert Einstein vor allem genetisch bedingt und in der Familie der Mutter Eduards begründet. Dass er nach einem letzten Besuch in der Klinik den Kontakt zu seinem Sohn abgebrochen habe, gehört wiederum in den Bereich der Legenden; tatsächlich aber dünnt die Korrespondenz zwischen dem sich in sich zurückziehenden Sohn und dem in Amerika lebenden Vater aus. Insgesamt verbrachte Eduard Einstein knapp 14 Jahre im Burghölzli, darunter mehrere mehrmonatige Perioden zwischen 1942 und dem Tod seiner Mutter 1948, vor allem aber die letzten acht Jahre vor seinem Tod im Alter von 55 Jahren im Herbst 1965. Zwischen 1952 und dessen eigenem Unfalltod 1962 stand ihm der Albert-Einstein-Biograph Carl Seelig, der sich u. a. auch um Robert Walser kümmerte, im Einverständnis mit dem Vaters als Mentor zur Seite.

## Anmerkung
1. ↑  Seine Großmutter mütterlicherseits gab ihm den Kosenamen ‹Dete› (serbisch: Kind), was sein älterer Bruder nicht richtig aussprach